# Rödbandad geting
Rödbandad geting (Vespula rufa, röd geting, rödgeting) tillhör familjen getingar inom insektsordningen steklar. 

## Beskrivning
Bakkroppen är färgad i svart och blekgult; dessutom har den brunröda band på tergit (ovansidans bakkroppssegment) 1 och 2; ibland finns brunröda fläckar även på tergit 3 och 4. Arbetarna har i regel mer rött på bakkroppen än drottningar och hanar. Drottningen blir 17 till 20 mm lång, hanarna 13 till 17 mm och arbetarna 12 till 16 mm.

## Ekologi
Den rödbandade getingen förekommer i habitat som glesa skogar, hedar, häcklandskap och även, inte lika vanligt, i stadsbebyggelse. Arten samlar leddjur som insekter och spindlar som de på sedvanligt socialt getingsmaner tuggar sönder och matar larverna med. De vuxna djuren besöker dessutom ett stort antal blommor för att dricka nektar, som bland andra persilja, svarta vinbär, flenörter, ärttörne och oxbär.

### Bobyggnad och fortplantning
Den övervintrande drottningen lämnar sitt vinterviste i skiftet mars / april och börjar bygga ett bo. Detta förläggs oftast underjordiskt på en torr, vanligen skuggig plats, i regel på mycket grunt djup. Det förekommer emellertid också att hon bygger det ovan jord, som ihåliga stubbar, täta buskar, fågelholkar och vindsutrymmen. De första arbetarna kommer fram i början på sommaren, och könsdjur (hanar och drottningar) sent i juli. Som mest kan ett bo innehålla omkring 450 arbetare, 200 drottningar och 180 hanar. Efter parningen dör hanarna och de unga drottningarna söker upp vintervisten. Den gamla kolonin dör i regel ut under september.

## Utbredning
Arten förekommer i stora delar av det norra halvklotet. Arten finns i större delen av Europa utom längst i söder; österut sträcker sig utbredningsområdet via Turkiet och Ryssland till Kamtjatka, Japan, Kina, Taiwan, Uzbekistan och Nepal. I Nordamerika finns den i hela Kanada utom i Nunavut; dessutom förekommer den i de amerikanska delstaterna Alaska, Vermont och New York. I Sverige finns den över hela landet, medan den i Finland finns främst i den södra delen samt längst västkusten.